# Aborto seletivo
O aborto seletivo é a prática da interrupção voluntária da gravidez motivada por fatores considerados indesejáveis pela gestante, tais como doenças hereditárias, má-formação fetal ou motivada pelo sexo do feto em gestação. As motivações do aborto seletivo geram intensos debates no campo bioético.
 O aborto em fetos do sexo feminino é mais comum em áreas onde a cultura valoriza mais a figura masculina. Isso ocorre em países como a República Popular da China, a Índia, o Paquistão, a Coreia do Sul, Taiwan e o Cáucaso. Em 1994, mais de 180 países assinaram a Programa de Ação da Conferência Internacional de População e Desenvolvimento, em que concordaram eliminar todas as formas de discriminação contra mulheres, inclusive visando o fim do aborto seletivo de fetos do sexo feminino.
Um levantamento de 2005 estimou que mais de 90 milhões de mulheres "desapareceram" da população esperada no Afeganistão, em Bangladesh, na China, na Índia, no Paquistão, na Coreia do Sul e em Taiwan, e sugeriu que isso tenha sido causado pelo aborto seletivo. O censo de 2011 da Índia mostra um sério declínio no número de mulheres com menos de sete anos de idade. Ativistas dizem que mais de oito milhões de fetos femininos foram abortados entre 2001 e 2011.